# 2A
2A（ツーエー）はヨーヨーのプレイスタイル、競技部門のひとつである。Double A（ダブルエー）、ダブルハンド、ツーハンドとも呼ばれる。
アクロバティックな動きが取り入れられることもあり、全ての部門で最も視覚的に楽しませる要素があるといえる。

## 概要
ジャパン・ナショナル・ヨーヨー・コンテストなど日本国内の主な競技大会を運営する
「日本ヨーヨーコンテスト連盟(JYYF)」の競技ルールには2つのルーピングヨーヨーを使用、とだけあり
両手に1つずつヨーヨーを持って輪を描くような動作（ルーピング）をするが
加えてヨーヨーを空転（スリーピング）させたり、ルーピングとスリーピングなど
左右それぞれで違ったヨーヨーの操作をしたりもする。
最近では、ヨーヨーの糸を腕や脚などに掛ける（触れさせる・巻く）トリックが主流であり
これを英語のwrapから一般にラップ（掛け・かけ）系と呼ぶ。

## 過去に使用されていたヨーヨー
2010年代後半まで、競技大会や練習会などでほとんどのプレイヤーが以下の機種を使用していた。

### レイダー
競技大会における2A部門入賞者の多くが、米国ヨメガ(YOMEGA)社の製造する機種レイダー(RAIDER)を
使いやすいように改造して使用していた。2006年の世界大会では、入賞者上位3名がレイダーを使用していた。
この機種は、ラップ系トリックに欠かせない長時間のスリーピング（ロング・スリープ）を実現するボール・ベアリング搭載ヨーヨーとして有名である。
ベアリング両側のスペーサーという部品はもともと金属製だが、白い樹脂製の物（ナイロン・スペーサー、略してナイスペとも）へ交換し、
必要に応じてそれを削ることで、ヨーヨーに2つある円盤部分（以下、ボディと呼ぶ）の間隔が狭くなり、戻りが良くなってルーピングの操作性が向上する。
かつてレイダーには、このナイロン・スペーサーが標準で装備されていたが、現行品だと別売りのパーツとして入手しなければならない。
いわば廉価版である同社の「ファイヤーボール(Fireball)」を用いることもある。
ヨーヨーのボディは側面のキャップデザインをのぞきレイダーと同一であるが、機構（軸とベアリング）が異なるため、
軸を交換してボール・ベアリングを装着することになる。最も高価な部品であるボール・ベアリングまで取り替える必要がない場合には
ファイヤーボールを使った方が経済的である。
現在では使用するプレイヤーはほとんどいない。

### サンセット・トラジェクトリー
サンセット・トラジェクトリー（Sunset Trajectory、以下S/Tと省略する）は、米国ヨーヨー・ジャム(yoyo Jam)社製のルーピング・ヨーヨーである。
デイヴ・ガイグル(Dave Geigle)とビル・デボイスブランク(Bill Deboisblanc)、のシグネチャー・モデルとして発売された。
レイダーと同様にボール・ベアリング搭載ヨーヨーであるが、糸を巻き取るための機構（レスポンス・システム）にOリングを採用している点が特徴といえる。なお一方、レイダーのレスポンス・システムはスター・バースト（星型に削られたボディの一部）である。また、ベアリング径はレイダーより大きく、スリーピングが安定している。
この先発モデルに「カマイタチ（本国ではHURRICANE KAMAITACHIという商品名で販売）」という機種があり、大きな違いは側面のキャップ周囲に施される金属リムが省略された点である。
ボディの間隔を狭くしたり、キャップの形状・デザインを変更したり等のマイナーチェンジが比較的頻繁にされている。最新の商品名は末尾に『NXG』と付く。
2012年、｢アンリシュート｣に交代する形で生産が終了した。

## トリック
今日の2Aで見られるトリックを分類する。

### ルーピング
ルーピングとは、手のスナップを使ってヨーヨーをはじき、輪を描くような動作をするトリックの類型（総称）である。2Aトリックの基本要素といえる。
前に向かってヨーヨーをはじくループ（ループ・ザ・ループ）と、
その逆向きで操作をするリバース・ループの2つに大別できる。
以下の類型はルーピング以外にも応用できる。

#### アウトサイド
通常、ルーピングでヨーヨーは手の内側（インサイド）を通るが、アウトサイドでは外側を通す。
インサイドとアウトサイド交互に行うこともある。このアウトサイドを下記のラップ系に取り入れると
難易度が大幅に増すと考えられている。

#### クロス（クリス・クロス）
ヨーヨーの軌道を交差させた状態でヨーヨーを操る。
タイミングが合わないとヨーヨーの糸が絡んでしまうため左右のコントロールが重要になる。

#### リスト‐クロスド（ハンド・クロス）
手（手首）を交差させた状態でヨーヨーを操る。「リスト‐クロスド・ファウンテン」などのトリックがある。

#### ダブル・クロス、トリプル・クロス
上記のクロスとリスト‐クロスドなどを組み合わせて2重あるいは3重に交差させる。

#### クルクル
ヨーヨーを操る手の軌道が重なるようにする。重なるのがヨーヨー自体の軌道でなく、それを操る手の動きであるという点で
クロスと違っており、クルクルの方が難易度は高いとされる。

#### ビハインド・ザ・バック
手を背中側にまわした状態でヨーヨーを操る。見えない位置でヨーヨーを操るという点がポイントである。
この類型のトリックは「ビハインド・ザ・バック・キャトル・クロッシング」のように呼称される。
1Aなど他の部門にも見られるトリック類型である。

#### スティアーケース
ヨーヨーを脇の下から後方へ通すようにして、体を360度回転させる。名称は階段を意味する英語のstaircaseにちなんでいる。
体をねじらせるようにする動作からスクリューと呼ばれることもある。
左右の脇下を通して両方向で行う「ダブル・スティアーケース」は
2002年以降の世界大会規定トリックである。

#### レイ・オン・バック
仰向けの状態でヨーヨーを操る。

#### サブマリン
ヨーヨーのコントロールを保ちながら前転する。潜水艦を意味する英語のsubmarineがトリック名の由来であり、これは潜水艦が水面に浮上するときの様子に似ているからと思われる。アクロバティックな要素がある。

### ラップ（掛け・かけ）系
ラップ（掛け・かけ）系とは、ヨーヨーの糸を腕や脚などに掛ける（触れさせる・巻く）トリックの類型である。名称は英語のwrapが由来している。
主要大会で見られるようになったのは2000年ごろであり、2002年には2つのラップ系トリック
（「ツー・ハンド・アーム・ラップ」と「エルボー・ラップ」）が
世界大会の規定トリックに新設されている。
はじめは「エルボー・ラップ」のように糸を体の一部へ掛けるだけの初歩的なトリックだったが、
現在よく行われているのは「アーム・ラップ」のように、ヨーヨーを操っている一方の手（主に利き手ではない方の手）へ
他方の糸を掛けるという難易度の高いトリックである。
左右の位置関係を保ちながらヨーヨーをバランスよく操作しなければならない。
糸が掛けられる方の手で行うトリックによって、ループ・ラップやカウ・ラップ、ピンホイール・ラップなどに分けられる。
例えば、「アーム・ラップ」は「ループ」をしている手に糸を掛けているから、ループ・ラップとして分類できる。

### タングラー
タングラーとは、両方のヨーヨーがスリーピングした状態でお互いの糸を絡み合わせるトリックである。
従来になかった新しい概念のトリックだが、一方の糸を他方の糸に掛けさせているという点を考慮すれば
ラップ系に分類できるかもしれない。
ここ数年国内外の主要な大会では、2A部門の上位入賞者ほとんどが
フリースタイル（自由演技）に取り入れており、2Aには欠かせない要素となっている。
このことは、2006年世界大会の規定トリックに「タングラー・コンボ」が
新しく追加されたことからも確認できる。
2A同様に2つのヨーヨーを操る3A部門へも、この傾向が波及している（世界大会での規定トリックはまだない）。
手を交差するタングラーやルーピング・トリックからの（ルーピング・トリックへの）移行トリックが
フリースタイルでよく見られる。

### グラインド
グラインドとは、ヨーヨーをスリーピングさせ、腕などの上をすべらせるトリックである。
ディアボロ（中国ゴマ）でも同類のトリックが見られる。
1Aから派生したトリックであり、2A以外の部門で見られることの方が多いかもしれない。
また、2Aに占めるウェイトの割合は最も低いといえ、実際に大会でも取り入れないプレイヤーの方がまだ多い。
しかし、主要大会入賞者のフリースタイルにおいて確認されているという点では
2Aを語る上でも無視できないトリックだと思われる
（例えば、世界大会だと2003年：5位、2004年：9位、2005年：1位、の各演技で確認することができる）。